# 乔纳·埃弗洛科
乔纳·埃弗洛科（英語：Jona Efoloko，1999年9月23日—），英国男子田径运动员，2018年世界U20田径锦标赛男子200米金牌得主、2022年世界田径锦标赛男子4×100米接力铜牌得主、2022年欧洲田径锦标赛男子4×100米接力金牌得主。